# زملیانوخا
زملیانوخا (به لاتین: Zemlyanukha) یک منطقهٔ مسکونی در روسیه است که در بارنائول واقع شده‌است.